# Jan Kościelniak (1925–1994)
Jan Kościelniak (ur. 11 maja 1925 w Zarytem, zm. 28 października 1994) – polski inżynier kolejowy i polityk, poseł na Sejm PRL III kadencji.

## Życiorys
Syn Józefa i Anny. Uzyskał wykształcenie wyższe, z zawodu inżynier kolejowy. Pracował na stanowisku kontrolera drogowego Polskich Kolei Państwowych w Suchej. W 1947 wstąpił do Polskiej Partii Socjalistycznej, a rok później do Polskiej Zjednoczonej Partii Robotniczej. W 1951 był słuchaczem 3-miesięcznej Szkoły Wykładowców Szkolenia Partyjnego. W PZPR pełnił funkcje członka egzekutywy komitetu uczelnianego Politechniki Warszawskiej (1955–1957), członka komitetu powiatowego w Suchej Beskidzkiej (1959–1969), członka egzekutywy KP w Suchej Beskidzkiej (1965–1969), członka komitetu miejsko-gminnego w Jordanowie (1972–1980) oraz członka prezydium wojewódzkiej komisji kontroli partyjnej w Bielsku-Białej (1981–1984). W 1961 uzyskał mandat posła na Sejm PRL w okręgu Wadowice, w trakcie kadencji zasiadał w Komisji Komunikacji i Łączności. Od 26 marca 1980 pełnił funkcję naczelnika miasta Sucha Beskidzka.
Pochowany na cmentarzu parafialnym w Suchej Beskidzkiej.

## Odznaczenia
- Srebrny Krzyż Zasługi (1954)[2]
- Medal 10-lecia Polski Ludowej (1954)[3]